# Чемпионат мира по конькобежному спорту на отдельных дистанциях 2013 — командная гонка (мужчины)
Соревнования в командной гонке на 8 кругов среди мужчин на чемпионате мира по конькобежному спорту на отдельных дистанциях 2013 года прошли 24 марта на катке Адлер-Арена в Сочи, Россия. В забегах приняли участие 8 команд.
Золотую медаль завоевала команда Нидерландов, серебро у команды Кореи, бронза у сборной Польши.

## Медалисты
| Золото                                                | Серебро                                                    | Бронза                                                    |
| Нидерланды · Свен Крамер · Кун Вервей · Ян Блокхёйсен | Республика Корея · Джо Хён Джун · Ким Чел Мин · Ли Сын Хун | Польша · Збигнев Брудка · Конрад Нидзведски · Ян Шимански |

## Рекорды
| Мировой рекорд     | Свен Крамер, Карл Верхейен, Эрбен Веннемарс | 3:37.80 | Солт-Лейк-Сити | 11 марта 2007 |
| Рекорд чемпионатов | Свен Крамер, Карл Верхейен, Эрбен Веннемарс | 3:37.80 | Солт-Лейк-Сити | 11 марта 2007 |
| Рекорд катка       | -                                           | -       | Сочи           | -             |

## Соревнование
| Место | Пара | Страна           | Спортсмены                                              | Время   | Отставание | Прим. |
| ----- | ---- | ---------------- | ------------------------------------------------------- | ------- | ---------- | ----- |
| 1     | 3    | Нидерланды       | Свен Крамер Кун Вервей Ян Блокхёйсен                    | 3:41.43 |            | РК    |
| 2     | 4    | Республика Корея | Джо Хён Джун Ким Чхоль Мин Ли Сын Хун                   | 3:44.60 | +2.57      |       |
| 3     | 1    | Польша           | Збигнев Брудка Конрад Нидзведски Ян Шимански            | 3:45.22 | +3.19      |       |
| 4     | 4    | Россия           | Иван Скобрев Денис Юсков Евгений Лаленков               | 3:46.59 | +4.56      |       |
| 5     | 3    | Норвегия         | Ховард Бёкко Сверре Лунде Педерсен Симен Спилер Нильсен | 3:48.68 | +6.65      |       |
| 6     | 2    | Германия         | Алексей Баумгертнер Патрик Беккерт Марко Вебер          | 3:48.83 | +6.80      |       |
| 7     | 2    | Канада           | Джордан Белчос Лукас Маковски Денни Моррисон            | 3:49.00 | +6.97      |       |
| 8     | 1    | Италия           | Маттео Анези Мирко Джакомо Ненци Лука Стефани           | 3:53.08 | +11.05     |       |